# Donaumoosbäche, Zucheringer Wörth und Brucker Forst
Donaumoosbäche, Zucheringer Wörth und Brucker Forst este o arie protejată (arie specială de conservare — SAC, sit de importanță comunitară — SCI) din Germania întinsă pe o suprafață de 936,78 ha, integral pe uscat.

## Localizare
Centrul sitului Donaumoosbäche, Zucheringer Wörth und Brucker Forst este situat la coordonatele 48°41′38″N 11°17′07″E / 48.6939°N 11.2853°E.

## Înființare
Situl Donaumoosbäche, Zucheringer Wörth und Brucker Forst a fost declarat sit de importanță comunitară în noiembrie 2004 pentru a proteja 1 specie de plante și 9 specii de animale. Situl a fost protejat și ca arie specială de conservare în aprilie 2016.

## Biodiversitate
Situată în ecoregiunea continentală, aria protejată conține 9 habitate naturale: Cursuri de apă de la nivel de câmpie la nivel montan, cu vegetație Ranunculion fluitantis și Callitricho-Batrachion, Pajiști uscate seminaturale și facies de acoperire cu tufișuri pe substraturi calcaroase (Festuco-Brometalia) (* situri importante pentru orhidee), Pajiști cu Molinia pe soluri calcaroase, turboase sau argilos-nămoloase (Molinion caeruleae), Liziere de ierburi înalte hidrofile de câmpie și de nivel montan până la alpin, Fânețe de joasă altitudine (Alopecurus pratensis, Sanguisorba officinalis), Mlaștini alcaline, Păduri de stejar sau de stejar și carpen sub-atlantice și medio-europene de Carpinion betuli, Păduri aluvionare cu Alnus glutinosa și Fraxinus excelsior (Alno-Padion, Alnion incanae, Salicion albae), Păduri mixte riverane de Quercus robur, Ulmus laevis și Ulmus minor, Fraxinus excelsior sau Fraxinus angustifolia, de-a lungul marilor râuri (Ulmenion minoris).
La baza desemnării sitului se află mai multe specii protejate:
- plante (1): mușchi (Dicranum viride)
- amfibieni (1): triton cu creastă (Triturus cristatus)
- mamifere (1): castor (Castor fiber)
- nevertebrate (4): Coenagrion ornatum, phengaris nausithous (Maculinea nausithous), Ophiogomphus cecilia, Unio crassus
- pești (3): cicar (Lampetra planeri), țipar (Misgurnus fossilis), babușcă de tur (Rutilus virgo)